# Niedermorschwihr
Niedermorschwihr (Duits: Niedermorschweier) is een gemeente in het Franse departement Haut-Rhin (regio Grand Est) en telde op 1 januari 2022 561 inwoners.

## Geschiedenis
De plaats maakte deel uit van het arrondissement Colmar totdat dit op januari 2015 werd samengevoegd met het arrondissement Ribeauvillé tot het arrondissement Colmar-Ribeauvillé. Op 22 maart van dat jaar werd ook het kanton Kaysersberg, waar Niedermorschwihr onder viel, opgeheven en werd de gemeente opgenomen in het aangrenzende kanton Wintzenheim.

## Geografie
De oppervlakte van Niedermorschwihr bedroeg op 1 januari 2022 3,35 vierkante kilometer; de bevolkingsdichtheid was toen 167,5 inwoners per km².

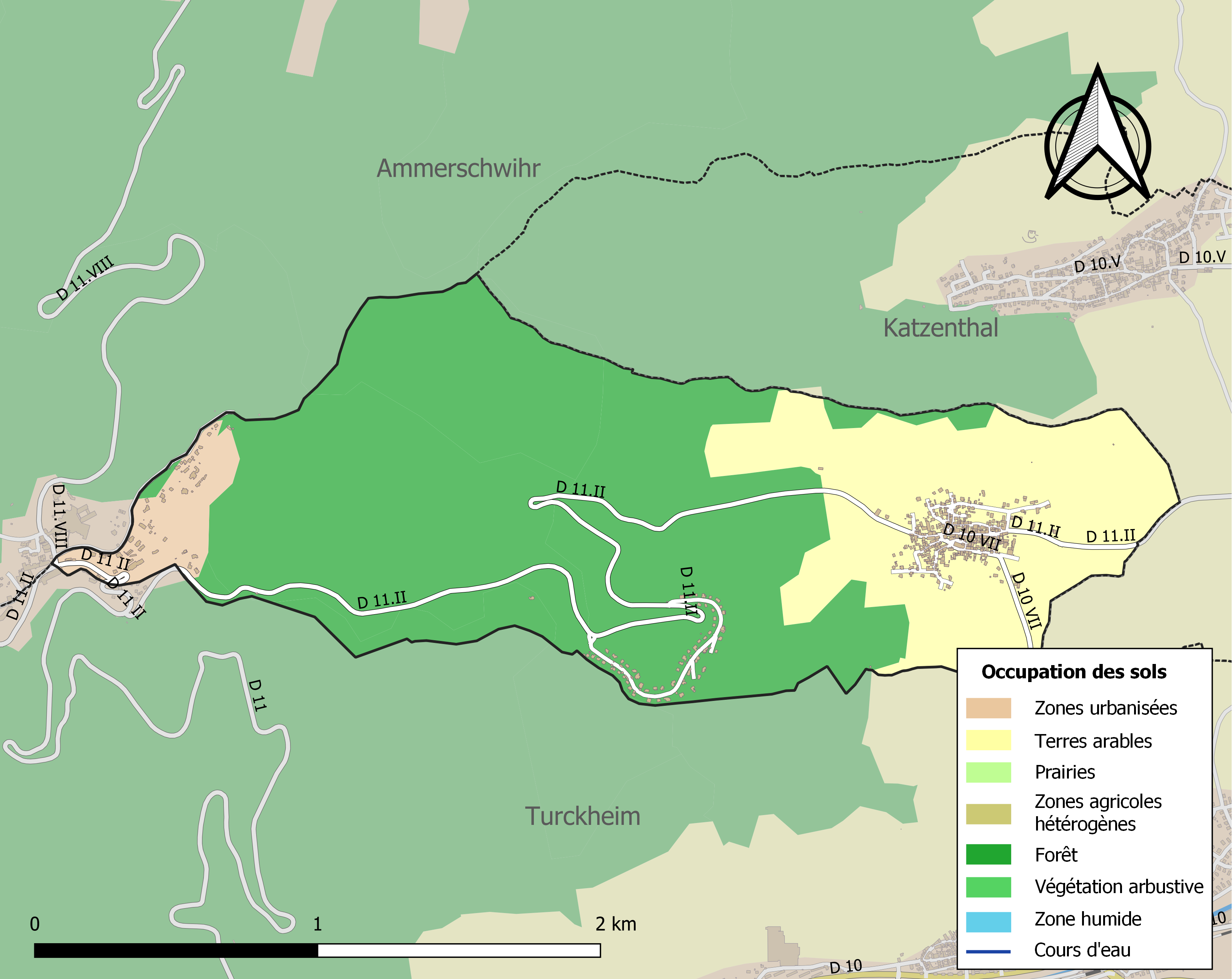
Kaart van de gemeente met de belangrijkste infrastructuur, bodemgebruik en omliggende gemeenten

## Demografie
Onderstaande figuur toont het verloop van het inwonertal (bron: INSEE-tellingen).

## Afbeeldingen

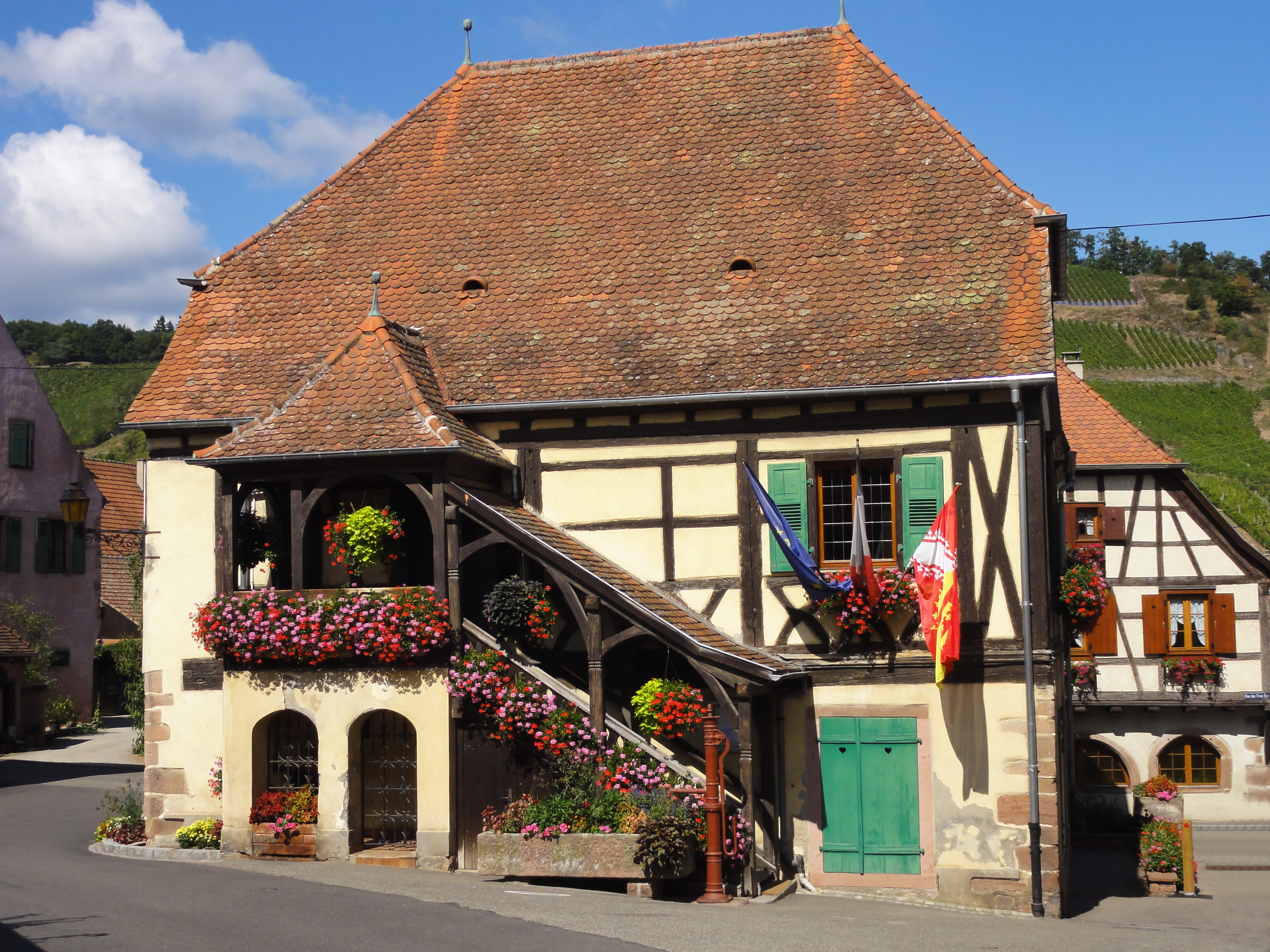
Gemeentehuis
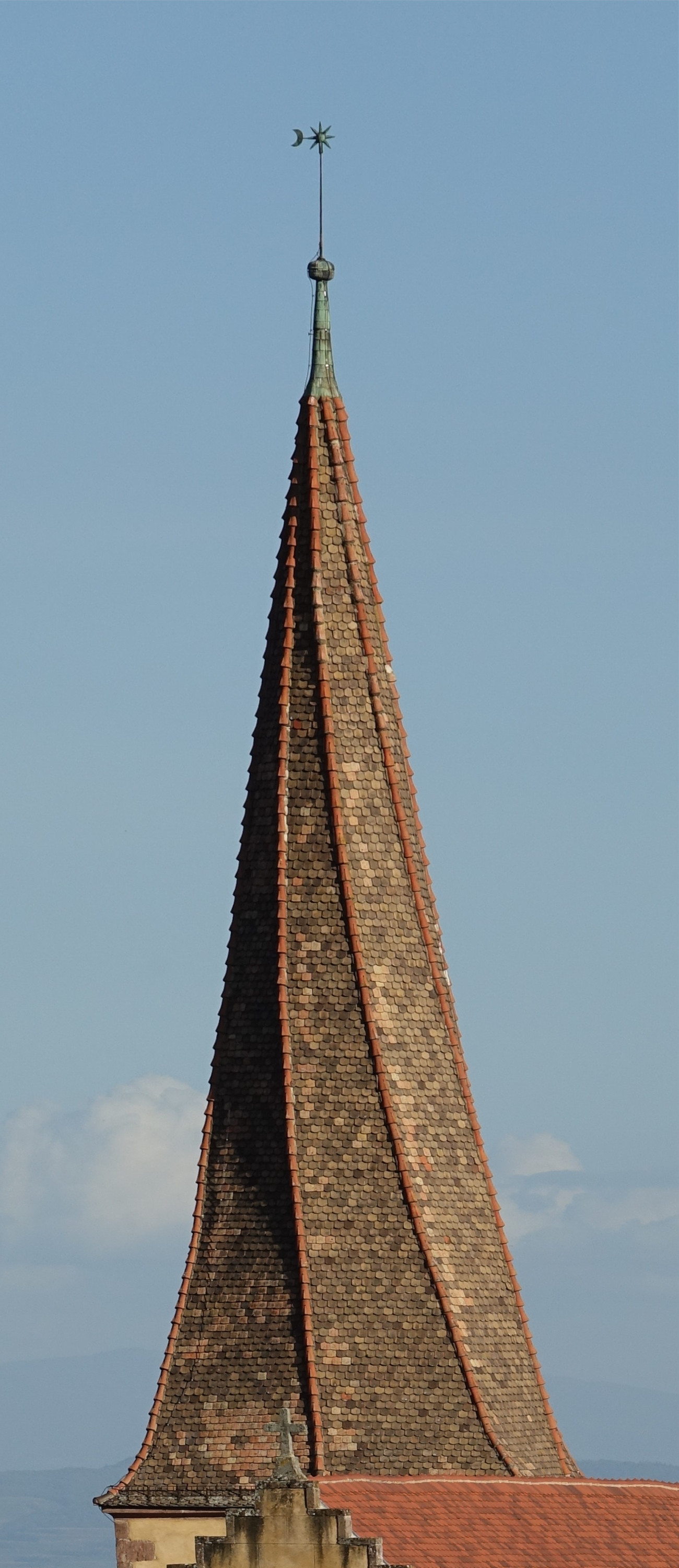
De gedraaide toren van de Sint-Gall et Sint-Weldelin
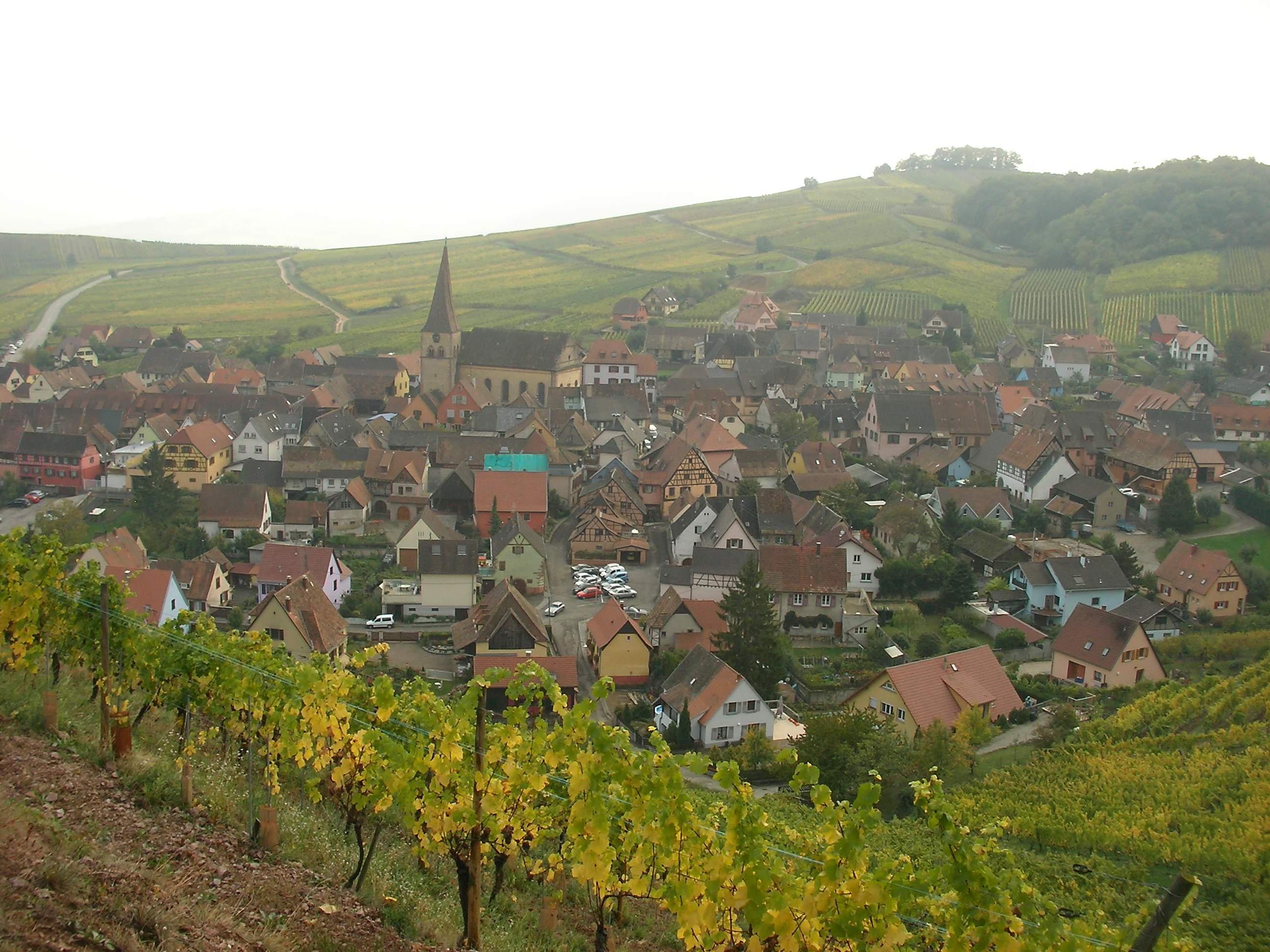
Gezicht op Niedermorschwihr